# 캐딜락 시마론

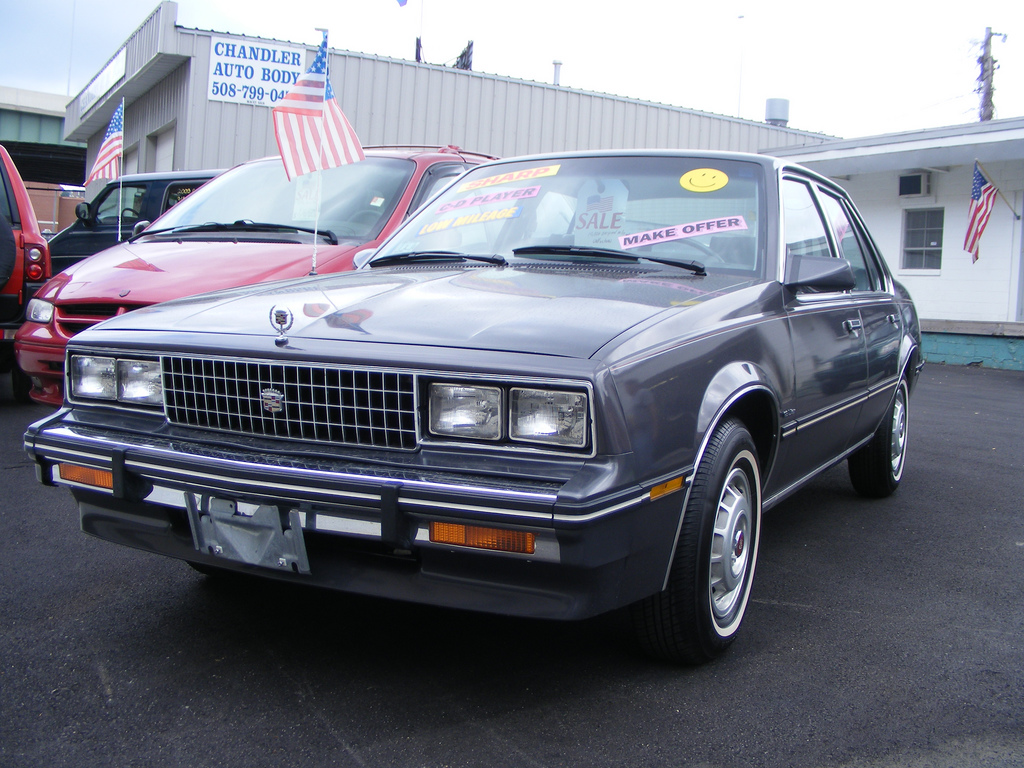
캐딜락 시마론(전기형) 정측면

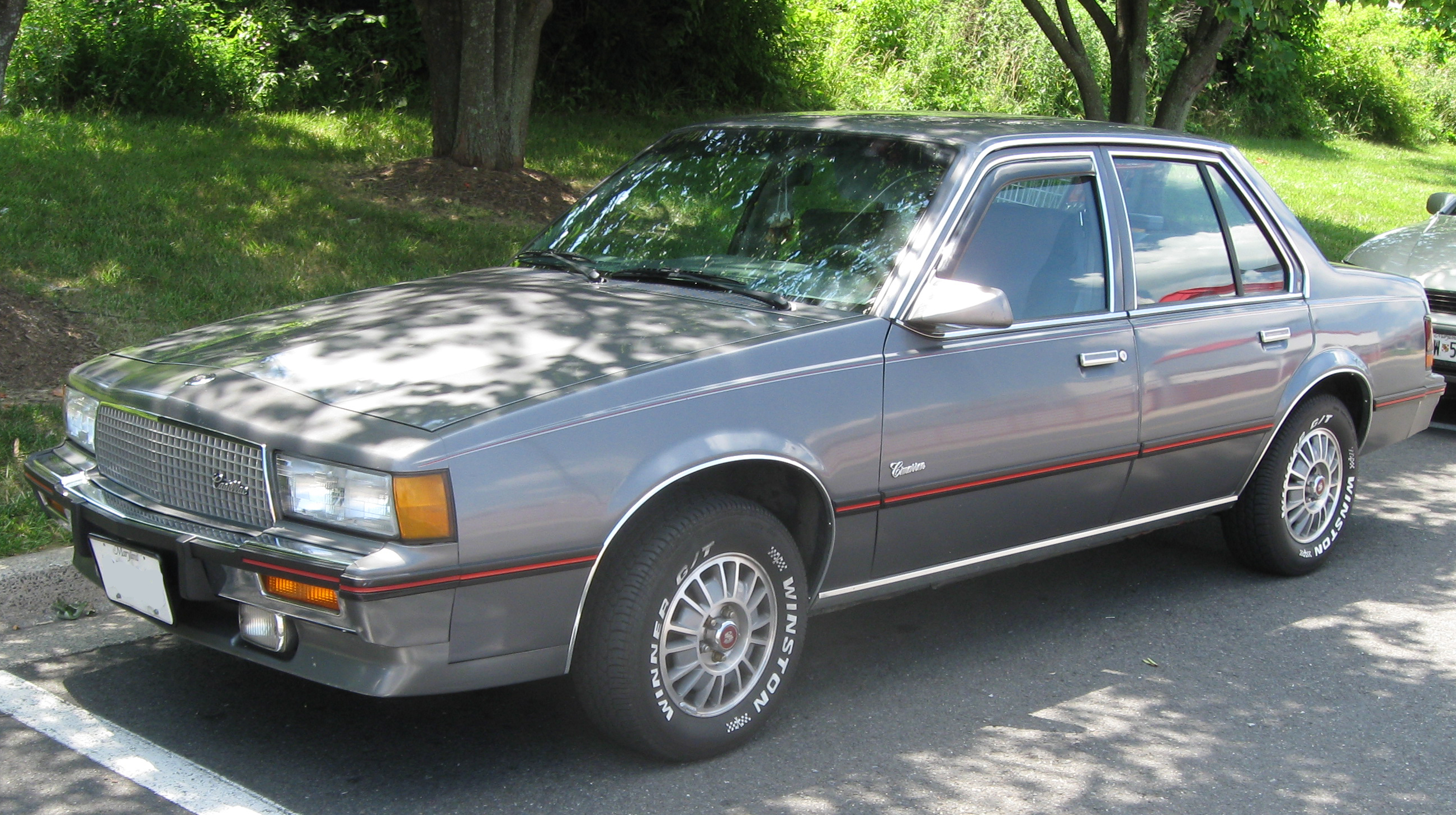
캐딜락 시마론(후기형) 정측면

캐딜락 시마론(Cadillac Cimarron)은 미국 제너럴 모터스 산하의 캐딜락이 생산, 판매된 준중형 세단이다. 1979년 유류 파동과 연비 규제 CAFE(Corporate Average Fuel Economy)에 의한 저연비 자동차의 필요 및 BMW 3 시리즈, 아우디 80, 사브 900 등 경쟁 차종들의 아성을 꺾기 위해 4기통 2리터 클래스의 캐딜락이 급거 개발되었는데, 이 결과 탄생한 것이 1981년에 GM의 세계 전략 차량으로 등장한 J 바디의 일종인 시마론이었다. 1981년 5월 21일에 출시되었으며, 다른 J 바디 차량과 마찬가지로 전장 2,570mm, 전륜 맥퍼슨 스트럿 후륜 토션 빔 서스펜션, 직렬 4기통 OHV 1,800cc 88마력 엔진을 탑재하였다. 변속기는 3단 자동 및 4단 수동이 제공되었다. 서브 프레임과 차체 사이에 유압 댐퍼를 추가하여 승차감 조종성을 개선하는 노력이 이뤄졌으며, 파워 스티어링 및 에어컨 등 풍부한 장비가 표준, 인테리어를 고급화하였다. 그러나 형제 차종인 뷰익 스카이호크와 올즈모빌 피렌자, 폰티악 선버드, 쉐보레 캐벌리어에 비해 가격이 2배 이상 비쌌고, 판매가 부진하였다. 이후 1983년에 배기량은 2,000cc로 확대하였고, 1985년에 2,800cc V6 OHV 125마력 엔진이 추가되었으며, 이후 페이스 리프트를 감행했다. 1987년에는 V6 엔진이 기본 사양으로 전환되었지만, 여전히 판매가 부진하면서 결국 1988년 6월 3일에 후속 차종 없이 단종되었다.